# Agnieszka Włodarczyk
Pour les articles homonymes, voir Włodarczyk.
Agnieszka Włodarczyk, [aɡˈɲɛʂka vwɔˈdart͡ʂɨk] née le 13 décembre 1980 à Sławno, est une actrice et chanteuse polonaise.

## Carrière
En mars 1996, Włodarczyk est apparu dans la pièce de Janusz Józefowicz (en), Tyle miłości au théâtre Studio Buffo à Varsovie.
En 2005, Włodarczyk était l'une des candidates de Taniec z gwiazdami, la première saison de l'édition polonaise de Dancing with the Stars, où elle a pris la septième place,.